# Liste de races de pigeons

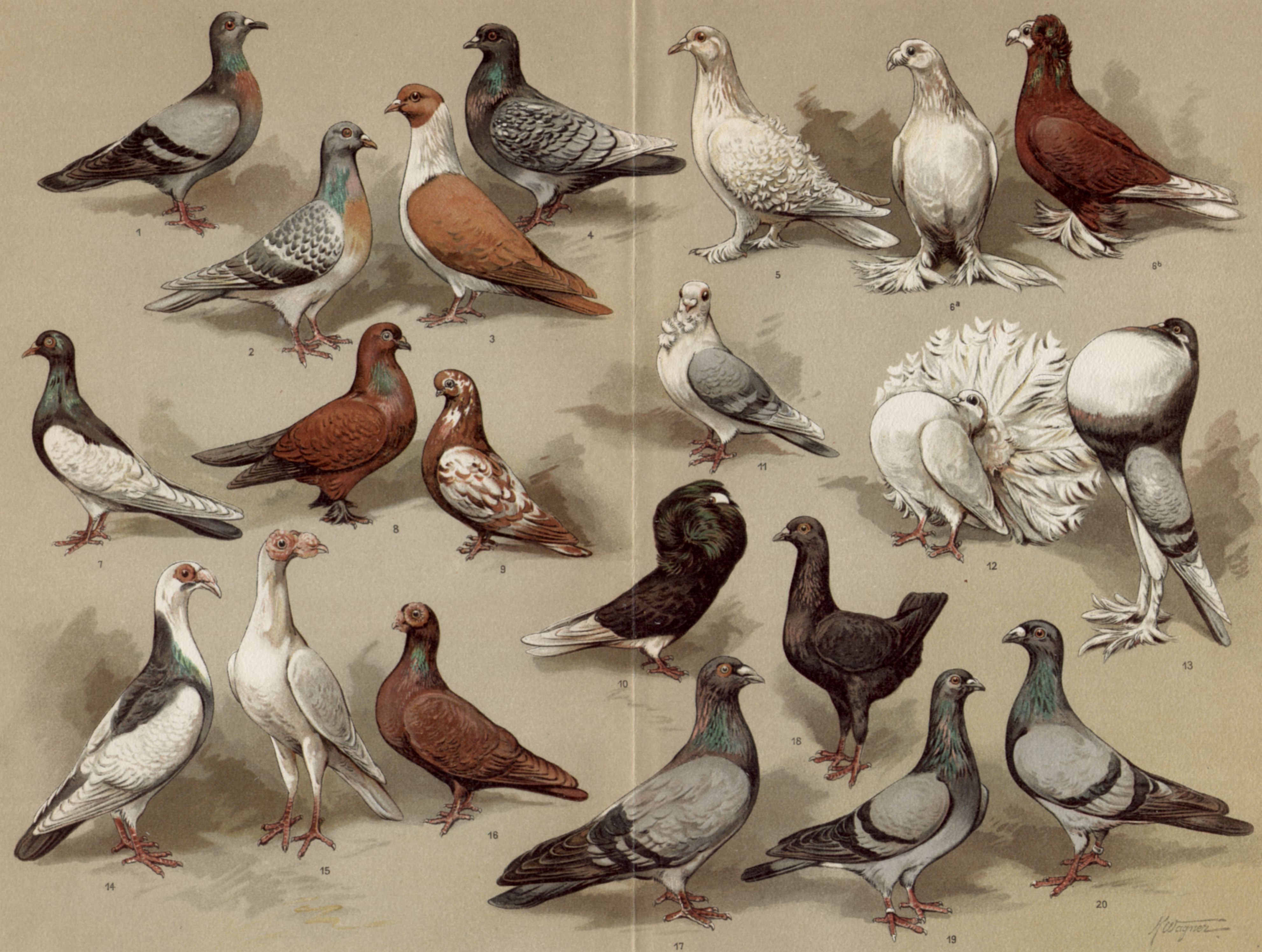
Diversité des races de pigeons domestiques.

Domestiqué depuis plusieurs millénaires, le pigeon domestique a évolué en un grand nombre de races.
Élevé pour sa chair, comme animal d'ornement ou pigeon messager, plus de 400 races sont officiellement reconnues rien qu'en Europe,.

## Historique
Le début de la domestication du pigeon et son origine ne sont pas connus exactement. Les premières mentions de pigeon domestique remonteraient à 3 000 ans avant notre ère en Égypte. Après avoir longtemps hésité sur son origine entre le pigeon biset, le pigeon colombin et le pigeon ramier, le Biset est considéré comme l'origine la plus probable du pigeon domestique. D'autres sources remontent parfois la domestication à 5 000 ans avant notre ère.

## Groupes

### En Europe
En Europe, les races officiellement reconnues sont regroupées en neuf groupes par la Commission européenne des standards pigeons (CESP).
- Pigeon boulant : groupe dont les pigeons ont la particularité de gonfler leur jabot. Les différentes races de boulants sont anciennes, existant depuis plusieurs siècles. Le boulant était souvent nommé « pigeon à grosse gorge » au XIXe siècle[4]. Il est élevé comme oiseau d'ornement (pigeon de fantaisie). Son nom anglais est pouter pigeon.
- Pigeon caronculé : groupe dont les pigeons ont la particularité d'avoir une caroncule très développée autour du bec et des yeux. Ils sont élevés comme oiseaux d'ornements (pigeons de fantaisie). Son nom anglais est wattle pigeon.
- Pigeon de couleur : groupe de pigeons dont la forme corporelle est proche de la forme originale du pigeon domestique de campagne. Ses principaux traits distinctifs sont sa couleur et le motif du plumage. Son nom anglais est colour pigeon.
- Pigeon cravaté : groupe de petits pigeons ayant un bec très court et la particularité de faire onduler les plumes de la cravate quand il gonfle son jabot[5]. Son nom anglais est frills and owls pigeons.
- Pigeon de forme : les pigeons de forme sont des pigeons d'exposition qui sont sélectionnés selon certaines formes corporelles. Plus gros que les pigeons de couleur, les oiseaux de ce groupe ont une masse corporelle élevée qui est généralement supérieure à six cents grammes chez les individus adultes. Ils conviennent donc souvent comme pigeons de chair (production de viande). Son nom anglais est form pigeon.
- Pigeon type poule : groupe de pigeons d'exposition qui sont sélectionnés pour obtenir une forme de corps spécifique. La forme et la posture des oiseaux de ce groupe rappellent fortement celles des poulets. Leur taille généralement considérable permet également l'utilisation de certaines races comme pigeons de chair.
- Pigeon de structure : groupe de races sélectionnées pour leur plumage atypique. Les oiseaux sont élevés comme oiseaux d'ornements (pigeon de fantaisie). Ils ont tendance à être affectueux et nécessitent des soins particuliers. Son nom anglais est structure pigeon.
- Pigeon tambour : groupe de races ainsi nommées en raison de leurs vocalisations uniques. Le roucoulement ressemble soit au son d'une trompette, soit à un tambour (pigeon de fantaisie). Son nom anglais est trumpeter pigeon.
- Pigeon de vol : groupe de races sélectionnées pour leurs aptitudes au vol. Parmi les aptitudes recherchées, on trouve les acrobaties aériennes (culbutants), le vol en haute altitude (hauts-volants) ou l'endurance (durée du vol, Tippler (en))[6].

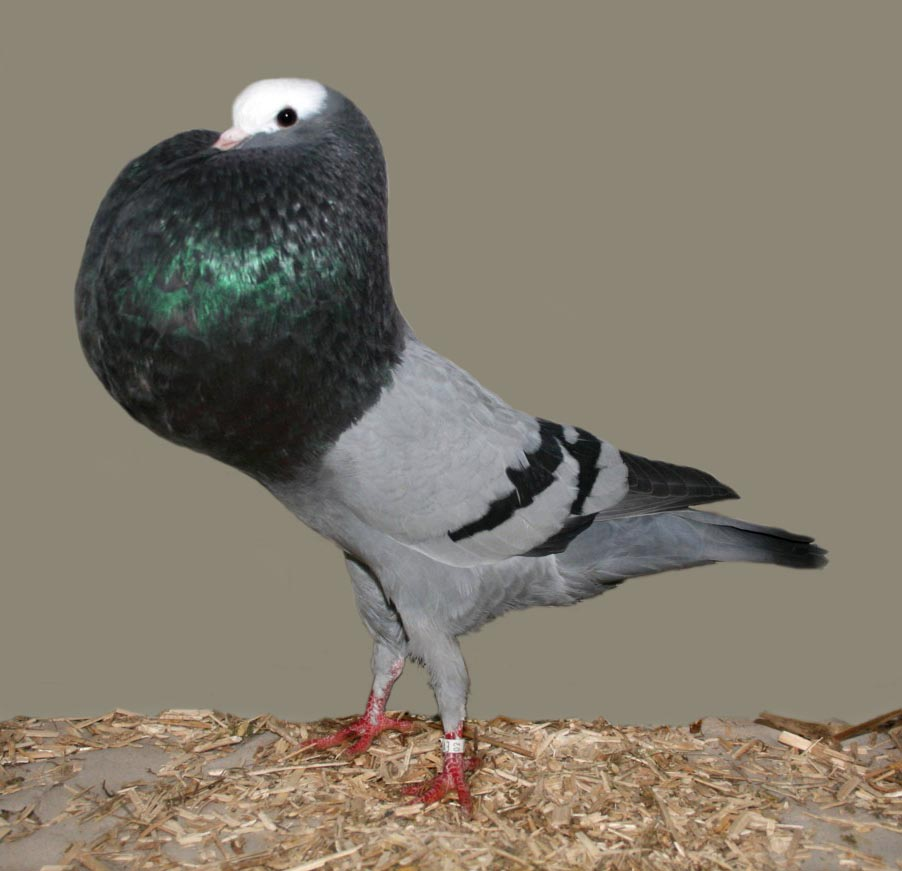
Boulant : Boulant de Silésie.
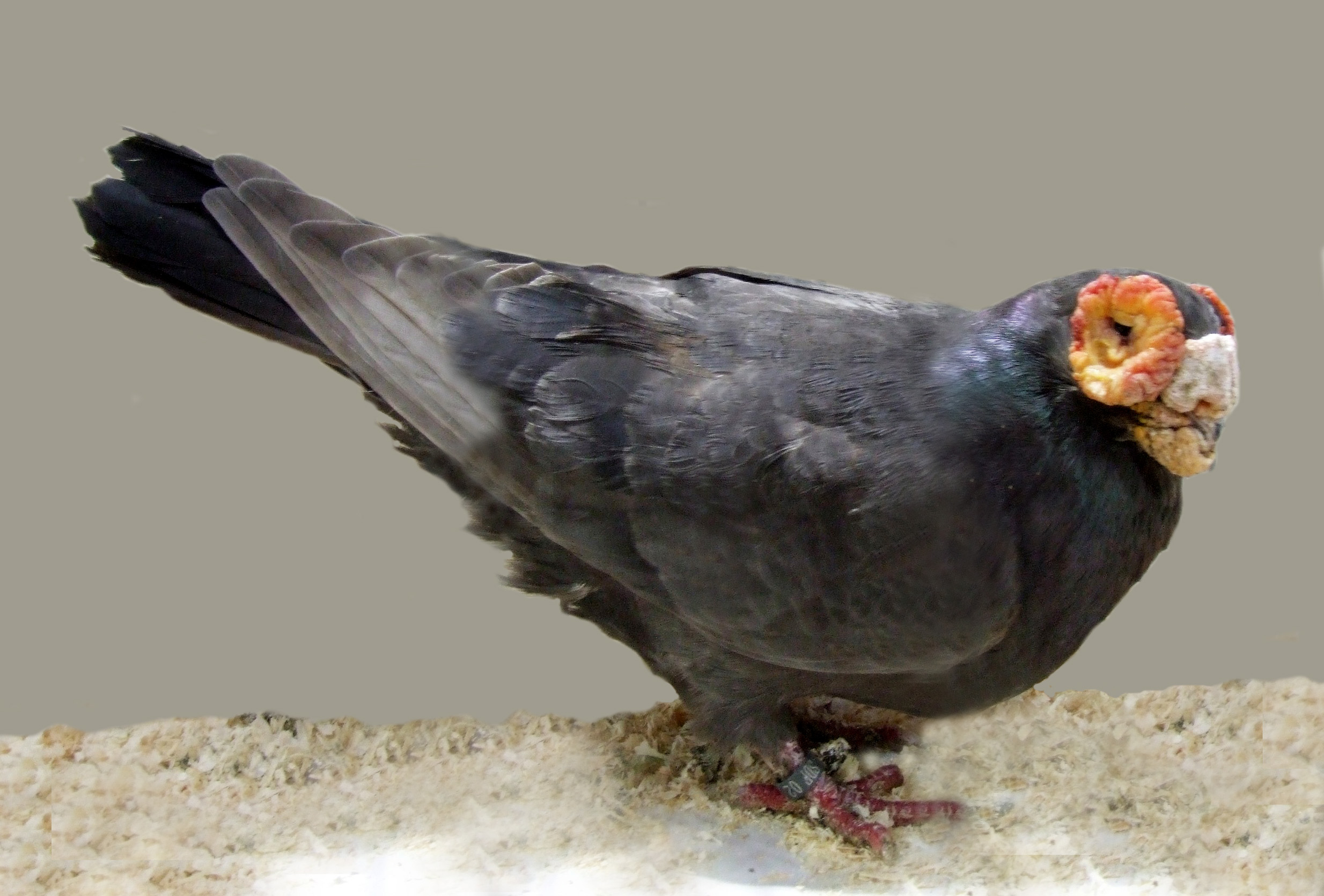
Caronculé : Barb anglais.
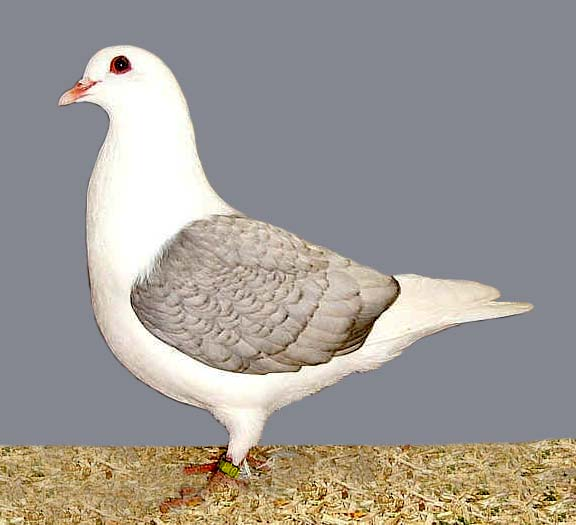
Couleur : Bouclier de Thuringe.
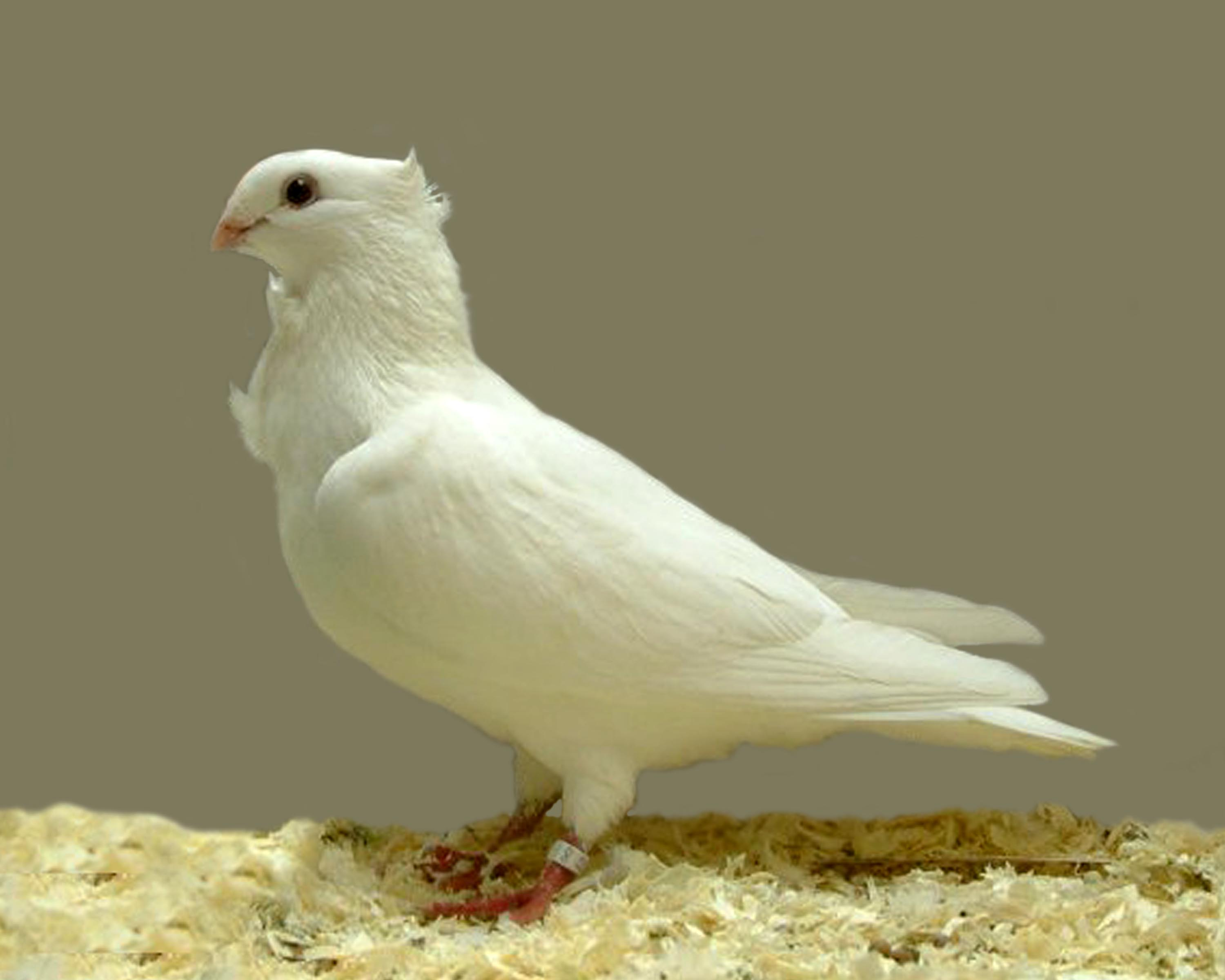
Cravaté : Cravaté gantois.
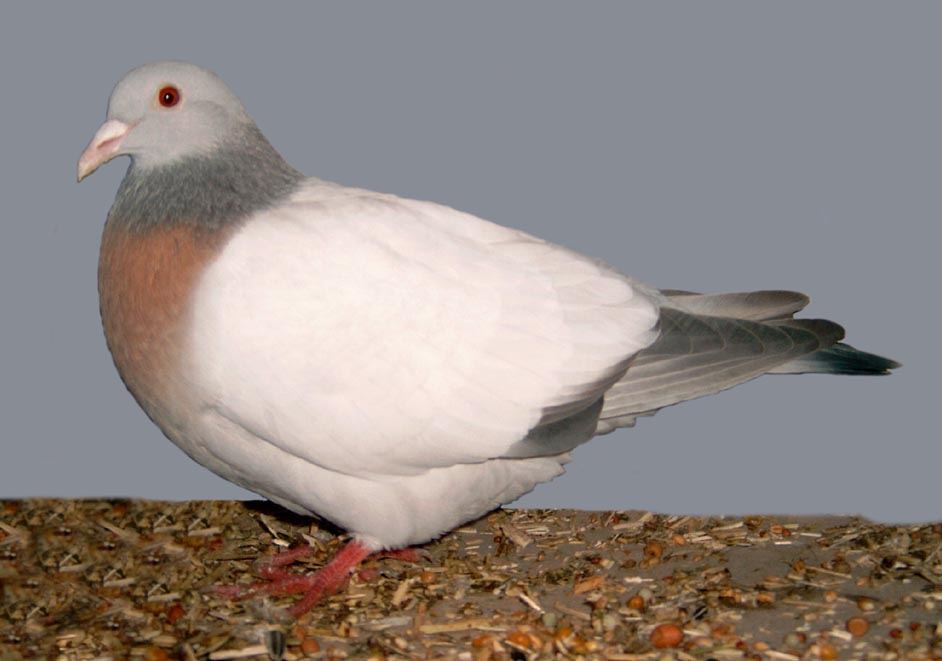
Forme : Alouette de Cobourg.
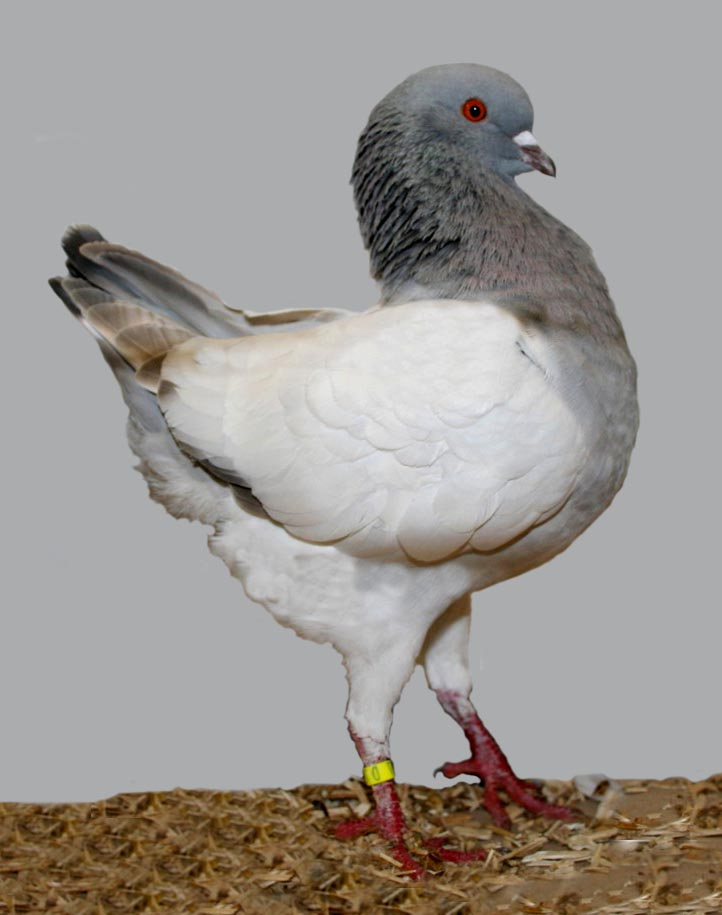
Poule : Modène allemand.
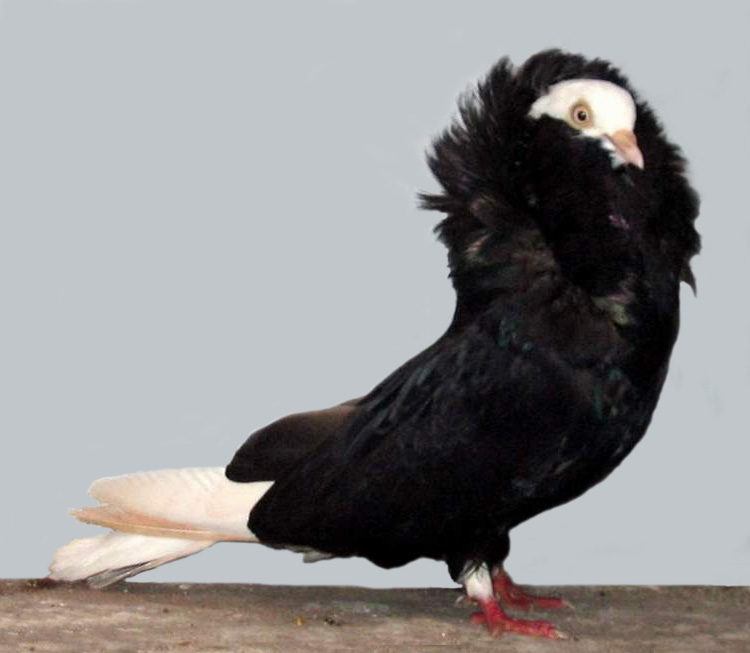
Structure : Capucin hollandais.
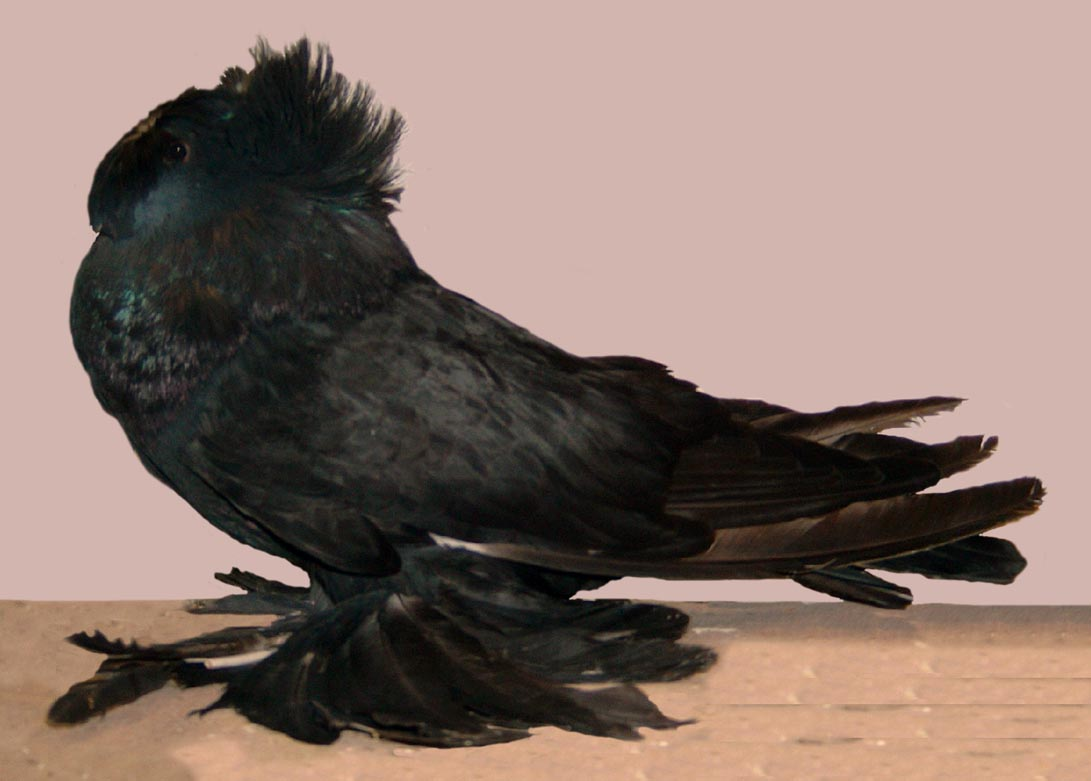
Tambour : Tambour de Boukharie.
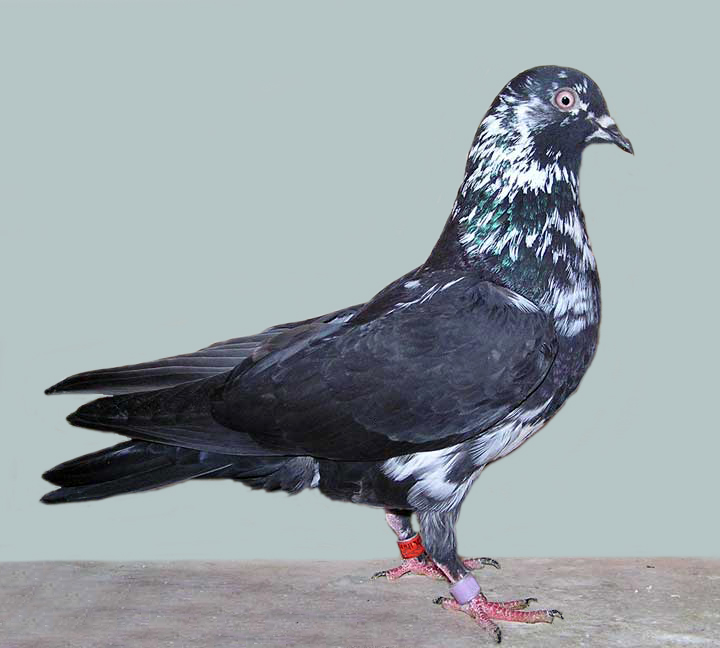
Vol : Culbutant français.

### Aux États-Unis
Aux États-Unis, les races sont divisées en trois grand groupes :
- Fancy pigeon ou pigeon de fantaisie : Ce groupe rassemble les races dont l'élevage est axé sur l'apparence et la beauté de l'oiseau. Il englobe ainsi plusieurs groupes européens comme les caronculé, structure, cravaté, couleur[7]...
- Flying/Sporting pigeon ou pigeon de vol : de même que le groupe européen, il rassemble les races de pigeons voyageurs.
- Utility pigeon : correspond au pigeon de chair, ou pigeon de rapport, oiseau élevé principalement pour une production de viande[8]. Des pigeons de grosse taille, avec une masse corporelle importante sont privilégiés.

### En Turquie
En Turquie, 72 races réparties dans 9 groupes ont été recensées. Certaines peuvent être présentes dans plusieurs groupes. Une grande partie de ceux-ci correspondent au groupe des pigeons de vol européen.
- Plongeur (diver), en turc dalici
- Culbutant (tumbler), en turc taklaci
- Rouleur (roller), en turc dolap
- Spinner, en turc donucu, son nom anglais signifie « toupie ». Ce groupe, composé seulement de deux races, regroupe des oiseaux ayant la particularité de réaliser des cercles en volant sans changer d'altitude.
- Fleet flyer, en turc ﬁlo ucucusu. C'est le groupe le plus important avec 28 races. Alors que l'essentiel des races turques restent inconnues à l'international, les races exportées et reconnues dans d'autres pays proviennent en grande partie de ce groupe.
- Haut-volant (High flyer), en turc yuksek ucucu
- Racing Homer, en turc postaci. Ce groupe a une seule race, un pigeon voyageur capable de rentrer à son pigeonnier en parcourant de longues distances.
- Groupe d'exposition (Show group), en turc sus ou form, correspond aux groupes des pigeons de fantaisie américain (c'est-à-dire les pigeons de couleurs et de structure). Ces oiseaux sont élevés pour leur apparence.
- Chanteur (Singer), en turc otucu, groupe correspondant aux pigeons tambours.

## Races par ordre alphabétique
- Haut – A
- B
- C
- D
- E
- F
- G
- H
- I
- J
- K
- L
- M
- N
- O
- P
- Q
- R
- S
- T
- U
- V
- W
- X
- Y
- Z

### A
| Nom                           | Origine                  | Groupe      | Image | Sources |
| ----------------------------- | ------------------------ | ----------- | ----- | ------- |
| Abu Abse                      | Syrie                    | Forme       |       | [ 10 ]  |
| African Owl                   | Tunisie                  | Cravaté     |       | [ 11 ]  |
| Ailes colorées de Saint-Gall  | Saint-Gall (Suisse)      | Couleur     |       | [ 12 ]  |
| Alouette bernoise             | Canton de Berne (Suisse) | Couleur     |       | [ 12 ]  |
| Alouette charbonnière         | Wurtemberg (Allemagne)   | Couleur     |       |         |
| Alouette de Cobourg           | Cobourg (Allemagne)      | Forme Chair |       | [ 13 ]  |
| Alouette de Nuremberg         | Nuremberg (Allemagne)    | Couleur     |       | [ 14 ]  |
| Altstämmer                    | Allemagne                | Vol         |       | [ 15 ]  |
| Argovien à queue blanche      | Argovie (Suisse)         | Couleur     |       | [ 16 ]  |
| Australian Saddleback Tumbler | Australie                | Vol         |       | [ 17 ]  |

- Haut – A
- B
- C
- D
- E
- F
- G
- H
- I
- J
- K
- L
- M
- N
- O
- P
- Q
- R
- S
- T
- U
- V
- W
- X
- Y
- Z

### B
| Nom                                    | Origine                                          | Groupe         | Image | Sources |
| -------------------------------------- | ------------------------------------------------ | -------------- | ----- | ------- |
| Bagadais d'Ostrava                     | Ostrava (Tchéquie)                               | Caronculé      |       |         |
| Bagadais de Bohême                     | Bohême (Tchéquie)                                | Caronculé      |       |         |
| Bagadais de Franconie                  | Franconie (Allemagne)                            | Caronculé      |       | [ 18 ]  |
| Bagadais de Moravie                    | Moravie (Tchéquie)                               | Caronculé      |       |         |
| Bagadais de Nuremberg                  | Nuremberg (Allemagne)                            | Caronculé      |       | [ 19 ]  |
| Bagadais de Steinheim                  | Allemagne                                        | Caronculé      |       |         |
| Bagadais de Szolnok                    | Szolnok (Hongrie)                                | Caronculé      |       |         |
| Bagadais français                      | France                                           | Caronculé      |       | [ 20 ]  |
| Bagadais polonais                      | Pologne                                          | Caronculé      |       |         |
| Barb anglais                           | Royaume-Uni                                      | Caronculé      |       |         |
| Barbet liégeois                        | Liège (Belgique)                                 | Cravaté        |       | [ 21 ]  |
| Bergamasque                            | Bergame (Italie)                                 | Forme          |       |         |
| Berlinois à bec long                   | Berlin (Allemagne)                               | Vol            |       | [ 22 ]  |
| Bernhardiner Schecke                   | Allemagne                                        | Couleur        |       |         |
| Bernois à queue blanche                | Suisse                                           | Couleur        |       |         |
| Bernois à queue miroitée               | Suisse                                           | Couleur        |       |         |
| Bernois à tête criblée                 | Suisse                                           | Couleur        |       |         |
| Beyrouth                               | Proche-Orient                                    | Forme          |       |         |
| Biset de couleur                       | Allemagne                                        | Couleur        |       |         |
| Biset de couleur de Saxe               | Saxe (Allemagne)                                 | Couleur        |       |         |
| Biset de Franconie                     | Franconie (Allemagne)                            | Couleur        |       |         |
| Biset Munsterois                       | Münster (Allemagne)                              | Couleur        |       |         |
| Bleu de Cluj                           | Cluj (Roumanie)                                  | Vol            |       | [ 23 ]  |
| Bleu de Gascogne                       | Gascogne (France)                                | Forme Appelant |       | [ 24 ]  |
| Bleu de Sovat                          | Hongrie                                          | Forme          |       |         |
| Bleu d'Eger                            | Hongrie                                          | Vol            |       | [ 25 ]  |
| Borino                                 | Iles Baléares (Espagne)                          | Vol            |       | [ 26 ]  |
| Bouclier d'Allemagne du Sud            | Allemagne                                        | Couleur        |       |         |
| Bouclier de Saxe                       | Saxe (Allemagne)                                 | Couleur        |       |         |
| Bouclier de Thuringe                   | Allemagne                                        | Couleur        |       |         |
| Bouclier de velours de Franconie       | Franconie (Allemagne)                            | Couleur        |       | [ 27 ]  |
| Bouclier Lucernois                     | Suisse                                           | Couleur        |       |         |
| Bouclier Thurgovien                    | Suisse                                           | Couleur        |       |         |
| Boulant à tête blanche de Moravie      | Tchéquie                                         | Boulant        |       |         |
| Boulant allemand ancien                | Allemagne                                        | Boulant        |       |         |
| Boulant anglais                        | Royaume-Uni                                      | Boulant        |       |         |
| Boulant autrichien dominicain          | Autriche                                         | Boulant        |       |         |
| Boulant Brunner                        | Tchéquie                                         | Boulant        |       |         |
| Boulant Canario                        | Espagne                                          | Boulant        |       |         |
| Boulant Colillano                      | Séville (Espagne)                                | Boulant        |       | [ 28 ]  |
| Boulant d'Aix-la-Chapelle              | Aix-la-Chapelle (Allemagne)                      | Boulant        |       |         |
| Boulant d'Alsace                       | Alsace (France)                                  | Boulant        |       |         |
| Boulant d'Amsterdam                    | Pays-Bas                                         | Boulant        |       |         |
| Boulant danois                         | Danemark                                         | Boulant        |       |         |
| Boulant de Basse Bavière               | Bavière (Allemagne)                              | Boulant        |       |         |
| Boulant de Bavière                     | Bavière (Allemagne)                              | Boulant        |       |         |
| Boulant de Hana                        | Moravie (République tchèque)                     | Boulant        |       |         |
| Boulant de Hesse                       | Hesse (Allemagne)                                | Boulant        |       |         |
| Boulant de Louvain                     | Louvain (Belgique)                               | Boulant        |       |         |
| Boulant de Norwich                     | Norwich (Angleterre)                             | Boulant        |       |         |
| Boulant de Poméranie                   | Allemagne                                        | Boulant        |       |         |
| Boulant de Saxe                        | Allemagne                                        | Boulant        |       |         |
| Boulant de Silésie                     | Silésie (Pologne, République tchèque, Allemagne) | Boulant        |       |         |
| Boulant de Starwitz                    | Allemagne                                        | Boulant        |       |         |
| Boulant de Thuringe                    | Allemagne                                        | Boulant        |       |         |
| Boulant de Valence                     | Pays-Bas                                         | Boulant        |       |         |
| Boulant de Voorburg                    | Pays-Bas                                         | Boulant        |       |         |
| Boulant de Waldviertel                 | Autriche                                         | Boulant        |       |         |
| Boulant français (Boulant d'Amiens)    | Picardie (France)                                | Boulant        |       |         |
| Boulant Gaditano                       | Espagne                                          | Boulant        |       |         |
| Boulant gantois                        | Belgique                                         | Boulant        |       |         |
| Boulant Gorguero                       | Espagne                                          | Boulant        |       |         |
| Boulant granadino (Boulant de Grenade) | Grenade (Espagne)                                | Boulant        |       |         |
| Boulant hollandais                     | Pays-Bas                                         | Boulant        |       |         |
| Boulant hongrois                       | Hongrie                                          | Boulant        |       |         |
| Boulant Horseman                       | Royaume-Uni                                      | Boulant        |       |         |
| Boulant Jiennense                      | Espagne                                          | Boulant        |       |         |
| Boulant Laudino Sevillano              | Andalousie (Espagne)                             | Boulant        |       |         |
| Boulant lillois                        | Belgique                                         | Boulant        |       |         |
| Boulant Marchenero                     | Espagne                                          | Boulant        |       |         |
| Boulant Morak de Moravie               | Moravie (Tchéquie)                               | Boulant        |       |         |
| Boulant Morillero                      | Espagne                                          | Boulant        |       |         |
| Boulant Moroncelo                      | Espagne                                          | Boulant        |       |         |
| Boulant néerlandais frisé              | Bréda (Pays-Bas)                                 | Boulant        |       |         |
| Boulant pie                            | Allemagne                                        | Boulant        |       |         |
| Boulant pie de Moravie                 | Moravie (Tchéquie)                               | Boulant        |       |         |
| Boulant pigmy                          | Royaume-Uni                                      | Boulant        |       |         |
| Boulant Rafeno                         | Andalousie (Espagne)                             | Boulant        |       |         |
| Boulant satin de Bohême                | Tchéquie                                         | Boulant        |       |         |
| Boulant slovaque                       | Slovaquie                                        | Boulant        |       |         |
| Boulant Stavak                         | Tchéquie                                         | Boulant        |       |         |
| Boulant Steiger                        | Allemagne                                        | Boulant        |       |         |
| Boulant Steller                        | Allemagne                                        | Boulant        |       |         |
| Boulant suisse                         | Suisse                                           | Boulant        |       |         |
| Boulant Vindola                        | Slovénie                                         | Boulant        |       |         |
| Bouvreuil (Gimpel, Archangel)          | Illyrie, Dalmatie (Croatie)                      | Couleur        |       | [ 29 ]  |

- Haut – A
- B
- C
- D
- E
- F
- G
- H
- I
- J
- K
- L
- M
- N
- O
- P
- Q
- R
- S
- T
- U
- V
- W
- X
- Y
- Z

### C
| Nom                                           | Origine                              | Groupe                    | Image | Sources |
| --------------------------------------------- | ------------------------------------ | ------------------------- | ----- | ------- |
| Calotte blanche d'Allemagne du Sud            | Allemagne                            | Couleur                   |       |         |
| Calotte de Hambourg                           | Hambourg (Allemagne)                 | Vol                       |       | [ 30 ]  |
| Calotte néerlandais                           | Pays-Bas                             | Vol                       |       | [ 31 ]  |
| Capucin                                       | Inde                                 | Structure                 |       |         |
| Capucin danois                                | Danemark                             | Structure                 |       |         |
| Capucin hollandais                            | Pays-Bas                             | Structure                 |       |         |
| Carneau                                       | nord de la France sud de la Belgique | Forme Chair               |       |         |
| Carrier                                       | Royaume-Uni                          | Caronculé Pigeon messager |       | [ 32 ]  |
| Cauchois                                      | Pays de Caux (France)                | Forme Chair               |       | [ 33 ]  |
| Chardonneret danois                           | Europe                               | Couleur                   |       |         |
| Chorrera                                      | Espagne                              | Structure                 |       |         |
| Cigogne de Saxe                               | Saxe (Allemagne)                     | Couleur                   |       |         |
| Cigogne de Thuringe                           | Thuringe (Allemagne)                 | Couleur                   |       |         |
| Claqueur Agaran                               | Turkménistan                         | Vol                       |       | [ 34 ]  |
| Claqueur d'Armavir à bec court                | Russie                               | Vol                       |       | [ 35 ]  |
| Claqueur d'Armavir à bec long                 | Russie                               | Vol                       |       | [ 36 ]  |
| Claqueur de Blagodarny                        | Russie                               | Vol                       |       | [ 37 ]  |
| Claqueur de Krasnodar                         | sud de la Russie                     | Vol                       |       | [ 38 ]  |
| Coucou bernois                                | Suisse                               | Couleur                   |       |         |
| Cou-nu de Roumanie                            | Roumanie                             | Vol                       |       | [ 39 ]  |
| Court-bec de Berlin                           | Berlin (Allemagne)                   | Vol                       |       | [ 40 ]  |
| Cravaté allemand à bouclier coloré            | Allemagne                            | Cravaté                   |       |         |
| Cravaté allemand à queue colorée              | Allemagne                            | Cravaté                   |       |         |
| Cravaté allemand ancien                       | Allemagne                            | Cravaté                   |       |         |
| Cravaté anatolien                             | Allemagne                            | Cravaté                   |       |         |
| Cravaté anglais                               | Royaume-Uni                          | Cravaté                   |       |         |
| Cravaté Barbarisi                             | Syrie                                | Cravaté                   |       |         |
| Cravaté bulgare                               | Bulgarie                             | Cravaté                   |       |         |
| Cravaté chinois                               | Espagne                              | Structure                 |       | [ 41 ]  |
| Cravaté d'Aix-la-Chapelle                     | Allemagne                            | Cravaté                   |       |         |
| Cravaté de Hambourg                           | Hambourg (Allemagne)                 | Cravaté                   |       |         |
| Cravaté de Koroska                            | Slovénie                             | Cravaté                   |       |         |
| Cravaté domino                                | Asie Mineure                         | Cravaté                   |       |         |
| Cravaté Figurita                              | Espagne                              | Cravaté                   |       |         |
| Cravaté français                              | France                               | Cravaté                   |       | [ 42 ]  |
| Cravaté gantois                               | Belgique                             | Cravaté                   |       |         |
| Cravaté hollandais ancien                     | Pays-Bas                             | Cravaté                   |       |         |
| Cravaté italien                               | Italie                               | Cravaté                   |       | [ 43 ]  |
| Cravaté liégeois                              | Belgique                             | Cravaté                   |       |         |
| Cravaté oriental                              | Turquie                              | Cravaté                   |       | [ 44 ]  |
| Cravaté oriental ancien                       |                                      | Cravaté                   |       |         |
| Cravaté polonais                              | Pologne                              | Cravaté                   |       |         |
| Cravaté suédois                               | Sud de la Suède                      | Cravaté                   |       |         |
| Cravaté tunisien                              |                                      | Cravaté                   |       | [ 45 ]  |
| Cravaté Turbit                                | Royaume-Uni                          | Cravaté                   |       |         |
| Cravaté turbitéen                             | Turquie                              | Cravaté                   |       |         |
| Criador Lusitano                              | Portugal                             | Forme                     |       |         |
| Culbutant allemand à bec long                 | Allemagne                            | Vol                       |       | [ 46 ]  |
| Culbutant anglais à face courte               | Royaume-Uni                          | Vol                       |       | [ 47 ]  |
| Culbutant anglais à face longue pattes lisses | Royaume-Uni                          | Vol                       |       | [ 48 ]  |
| Culbutant anglais à face longue pattu         | Royaume-Uni                          | Vol                       |       | [ 48 ]  |
| Culbutant autrichien ancien                   | Autriche                             | Vol                       |       | [ 49 ]  |
| Culbutant Badge de Wolverhampton              | Wolverhampton (Royaume-Uni)          | Vol                       |       | [ 50 ]  |
| Culbutant barbu d'Amsterdam                   | Pays-Bas                             | Vol                       |       | [ 51 ]  |
| Culbutant barbu de Russé                      | Bulgarie                             | Vol                       |       | [ 52 ]  |
| Culbutant belge                               | Province d'Anvers (Belgique)         | Vol                       |       | [ 53 ]  |
| Culbutant blanc de Iasi                       | Roumanie                             | Vol                       |       | [ 54 ]  |
| Culbutant chinois                             | Chine                                | Vol                       |       |         |
| Culbutant danois                              | Danemark                             | Vol                       |       | [ 55 ]  |
| Culbutant d'Aitos                             | Bulgarie                             | Vol                       |       | [ 56 ]  |
| Culbutant d'Apatin                            | Serbie                               | Vol                       |       | [ 57 ]  |
| Culbutant d’Odessa                            | Ukraine                              | Vol                       |       | [ 58 ]  |
| Culbutant de Baja                             | Hongrie                              | Vol                       |       | [ 59 ]  |
| Culbutant de Basse Silésie pattu              | Pologne                              | Vol                       |       | [ 60 ]  |
| Culbutant de Belostatin à coquille et visière | Bulgarie                             | Vol                       |       |         |
| Culbutant de Bergen                           | Bergen (Norvège)                     | Vol                       |       | [ 61 ]  |
| Culbutant de Berlin pattu                     | Berlin (Allemagne)                   | Vol                       |       | [ 62 ]  |
| Culbutant de Bohême                           | République tchèque                   | Vol                       |       | [ 63 ]  |
| Culbutant de Botosani                         | Roumanie                             | Vol                       |       | [ 64 ]  |
| Culbutant de Brême                            | Allemagne                            | Vol                       |       | [ 65 ]  |
| Culbutant de Breslau                          | Allemagne                            | Vol                       |       | [ 66 ]  |
| Culbutant de Brod                             | Slovénie                             | Vol                       |       | [ 67 ]  |
| Culbutant de Budapest                         | Hongrie                              | Vol                       |       | [ 68 ]  |
| Culbutant de Budapest à bouclier blanc        | Hongrie                              | Vol                       |       | [ 69 ]  |
| Culbutant de Budapest pattu cigogne           | Hongrie                              | Vol                       |       | [ 70 ]  |
| Culbutant de Bursa                            | Bursa (Turquie)                      | Vol                       |       | [ 71 ]  |
| Culbutant de Calarasi à coquille et visière   | Roumanie                             | Vol                       |       | [ 72 ]  |
| Culbutant de Cegled                           | Hongrie                              | Vol                       |       |         |
| Culbutant de Cluj                             | Cluj (Roumanie)                      | Vol                       |       |         |
| Culbutant de Cologne                          | Cologne (Allemagne)                  | Vol                       |       | [ 73 ]  |
| Culbutant de Constantza                       | Constanța (Roumanie)                 | Vol                       |       | [ 74 ]  |
| Culbutant de Csepel                           | Hongrie                              | Vol                       |       | [ 75 ]  |
| Culbutant de Göteborg                         | Göteborg (Suède)                     | Vol                       |       | [ 76 ]  |
| Culbutant de Hambourg                         | Allemagne                            | Vol                       |       | [ 77 ]  |
| Culbutant de Hanovre                          | Allemagne                            | Vol                       |       | [ 78 ]  |
| Culbutant de Hódmezővásárhely à œillères      | Hódmezővásárhely (Hongrie)           | Vol                       |       | [ 79 ]  |
| Culbutant de Iasi                             | Iași (Roumanie)                      | Vol                       |       | [ 80 ]  |
| Culbutant de Kalouga                          | Russie                               | Vol                       |       |         |
| Culbutant de Kassel                           | District de Cassel (Allemagne)       | Vol                       |       | [ 81 ]  |
| Culbutant de Kecskemet                        | Hongrie                              | Vol                       |       | [ 82 ]  |
| Culbutant de Kiskunfélegyhàza                 | Hongrie                              | Vol                       |       | [ 83 ]  |
| Culbutant de Kiskunfélegyhàza à tête lisse    | Hongrie                              | Vol                       |       | [ 84 ]  |
| Culbutant de Komorn                           | Hongrie                              | Vol                       |       | [ 85 ]  |
| Culbutant de Königsberg à œil pur             | Königsberg (Russie)                  | Vol                       |       | [ 86 ]  |
| Culbutant de Königsberg à tête colorée        | Königsberg (Russie)                  | Vol                       |       | [ 87 ]  |
| Culbutant de Körös                            | Hongrie                              | Vol                       |       | [ 88 ]  |
| Culbutant de la Dobroudja                     | Dobroudja (Bulgarie)                 | Vol                       |       | [ 89 ]  |
| Culbutant de Limerick                         | Limerick (Irlande)                   | Vol                       |       | [ 90 ]  |
| Culbutant de Lodz cigogne                     | Łódź (Pologne)                       | Vol                       |       | [ 91 ]  |
| Culbutant de Lom                              | Bulgarie                             | Vol                       |       | [ 92 ]  |
| Culbutant de Loznica à face courte            | Serbie                               | Vol                       |       | [ 93 ]  |
| Culbutant de Lusace                           | Haute-Lusace (Allemagne)             | Vol                       |       | [ 94 ]  |
| Culbutant de Mazurie                          | Pologne                              | Vol                       |       | [ 95 ]  |
| Culbutant de Monor                            | Hongrie                              | Vol                       |       | [ 96 ]  |
| Culbutant de Norvège                          | Norvège                              | Vol                       |       | [ 97 ]  |
| Culbutant de Novi Sad                         | Serbie                               | Vol                       |       | [ 98 ]  |
| Culbutant de posture de la Volga              | Russie                               | Vol                       |       | [ 99 ]  |
| Culbutant de posture de Rostov                | Russie                               | Vol                       |       | [ 100 ] |
| Culbutant de posture de Sibérie               | Russie                               | Vol                       |       | [ 101 ] |
| Culbutant de posture d'Eisk                   | Russie                               | Vol                       |       | [ 102 ] |
| Culbutant de posture du Caucase Nord          | Caucase (Russie)                     | Vol                       |       | [ 103 ] |
| Culbutant de Prague                           | Prague (Tchéquie)                    | Vol                       |       | [ 104 ] |
| Culbutant de Prague à bec moyen               | Prague (Tchéquie)                    | Vol                       |       | [ 105 ] |
| Culbutant de Prusse orientale                 | Prusse (Allemagne)                   | Vol                       |       | [ 106 ] |
| Culbutant de Regensburg                       | Ratisbonne (Allemagne)               | Vol                       |       | [ 107 ] |
| Culbutant de Riga                             |                                      | Vol                       |       |         |
| Culbutant de Rjev                             | Rjev (Russie)                        | Vol                       |       | [ 108 ] |
| Culbutant de Rostock                          | Rostock (Allemagne)                  | Vol                       |       | [ 109 ] |
| Culbutant de Roumanie à queue blanche         | Roumanie                             | Vol                       |       | [ 110 ] |
| Culbutant de Schöneberg                       | Allemagne                            | Vol                       |       | [ 111 ] |
| Culbutant de Schumen                          | Bulgarie                             | Vol                       |       | [ 112 ] |
| Culbutant de Sofia                            | Bulgarie                             | Vol                       |       | [ 113 ] |
| Culbutant de Sombor                           | Serbie                               | Vol                       |       | [ 114 ] |
| Culbutant de Stapar                           | Serbie                               | Vol                       |       | [ 115 ] |
| Culbutant de Stettin                          | Pologne                              | Vol                       |       | [ 116 ] |
| Culbutant de Sud-Batschka                     | Hongrie                              | Vol                       |       | [ 117 ] |
| Culbutant de Suède                            | Suède                                | Vol                       |       | [ 118 ] |
| Culbutant de Szekesfehervar                   | Hongrie                              | Vol                       |       | [ 119 ] |
| Culbutant de Szolnok                          | Szolnok (Hongrie)                    | Vol                       |       | [ 120 ] |
| Culbutant de Taganrog                         | Russie                               | Vol                       |       | [ 121 ] |
| Culbutant de Targoviste                       | Bulgarie                             | Vol                       |       | [ 122 ] |
| Culbutant de Timişoara                        | Timişoara (Roumanie)                 | Vol                       |       | [ 123 ] |
| Culbutant de Toula                            | Russie                               | Vol                       |       | [ 124 ] |
| Culbutant de Transylvanie                     | Roumanie                             | Vol                       |       |         |
| Culbutant de Varna                            | Bulgarie                             | Vol                       |       | [ 125 ] |
| Culbutant de Vienne                           | Vienne (Autriche)                    | Vol                       |       | [ 126 ] |
| Culbutant de Vienne à bec court               | Vienne (Autriche)                    | Vol                       |       | [ 127 ] |
| Culbutant de Vienne à bouclier blanc          | Vienne (Autriche)                    | Vol                       |       | [ 128 ] |
| Culbutant de Vienne dominicain                | Vienne (Autriche)                    | Vol                       |       | [ 129 ] |
| Culbutant de Vršac                            | Vršac (Serbie)                       | Vol                       |       | [ 130 ] |
| Culbutant de Zagreb                           | Zagreb (Croatie)                     | Vol                       |       | [ 131 ] |
| Culbutant français                            | Nord-Pas-de-Calais (France)          | Vol                       |       | [ 132 ] |
| Culbutant hollandais ancien                   |                                      | Vol                       |       | [ 133 ] |
| Culbutant lillois                             | Lille (France)                       | Vol                       |       | [ 134 ] |
| Culbutant Maawi de Russé                      | Bulgarie                             | Vol                       |       | [ 135 ] |
| Culbutant Ouzbek                              | Ouzbékistan                          | Vol                       |       | [ 136 ] |
| Culbutant Pag de Iasi                         | Roumanie                             | Vol                       |       | [ 137 ] |
| Culbutant pie                                 | Allemagne                            | Vol                       |       | [ 138 ] |
| Culbutant pie de Wolverhampton                | Royaume-Uni                          | Vol                       |       | [ 139 ] |
| Culbutant pie noir de Moscou                  | Russie                               | Vol                       |       | [ 140 ] |
| Culbutant pinta                               | Iles Baléares (Espagne)              | Vol                       |       | [ 141 ] |
| Culbutant polonais à bec court                | Pologne                              | Vol                       |       | [ 142 ] |
| Culbutant polonais à bec long                 | Pologne                              | Vol                       |       | [ 143 ] |
| Culbutant polonais à couronne                 | Pologne                              | Vol                       |       | [ 144 ] |
| Culbutant portugais                           | Portugal                             | Vol                       |       | [ 145 ] |
| Culbutant roumain pie barbu                   | Roumanie                             | Vol                       |       | [ 146 ] |
| Culbutant West of England                     | Angleterre                           | Vol                       |       | [ 147 ] |
| Cumulet                                       | Belgique, France                     | Vol                       |       | [ 148 ] |

- Haut – A
- B
- C
- D
- E
- F
- G
- H
- I
- J
- K
- L
- M
- N
- O
- P
- Q
- R
- S
- T
- U
- V
- W
- X
- Y
- Z

### D
| Nom                           | Origine                 | Groupe    | Image | Sources |
| ----------------------------- | ----------------------- | --------- | ----- | ------- |
| Damascène (pigeon de Mahomet) | Région de Damas (Syrie) | Forme     |       | [ 149 ] |
| Demi-bec bernois              | Suisse                  | Couleur   |       |         |
| Domestic Show Flight          | États-Unis              | Vol       |       | [ 150 ] |
| Dragon (Bec anglais)          | Royaume-Uni             | Caronculé |       | [ 151 ] |

- Haut – A
- B
- C
- D
- E
- F
- G
- H
- I
- J
- K
- L
- M
- N
- O
- P
- Q
- R
- S
- T
- U
- V
- W
- X
- Y
- Z

### E
| Nom                       | Origine                  | Groupe  | Image | Sources |
| ------------------------- | ------------------------ | ------- | ----- | ------- |
| Eichbühler                | Canton de Berne (Suisse) | Couleur |       |         |
| Elmer lucernois           | Lucerne (Suisse)         | Couleur |       |         |
| Elmer thurgovien          | Suisse                   | Couleur |       |         |
| Escampadissa              | Îles Baléares (Espagne)  | Vol     |       | [ 152 ] |
| Étourneau                 | Allemagne                | Couleur |       |         |
| Exhibition Flying Tippler | Royaume-Uni              | Vol     |       | [ 153 ] |
| Exhibition Homer          | Royaume-Uni              | Forme   |       |         |

- Haut – A
- B
- C
- D
- E
- F
- G
- H
- I
- J
- K
- L
- M
- N
- O
- P
- Q
- R
- S
- T
- U
- V
- W
- X
- Y
- Z

### F
| Nom          | Origine | Groupe    | Image | Sources |
| ------------ | ------- | --------- | ----- | ------- |
| Flamenca     | Espagne | Caronculé |       |         |
| Frisé        |         | Structure |       |         |
| Frisé syrien |         | Forme     |       |         |

- Haut – A
- B
- C
- D
- E
- F
- G
- H
- I
- J
- K
- L
- M
- N
- O
- P
- Q
- R
- S
- T
- U
- V
- W
- X
- Y
- Z

### G
| Nom              | Origine                 | Groupe | Image | Sources |
| ---------------- | ----------------------- | ------ | ----- | ------- |
| Géant hongrois   | Hongrie                 | Forme  |       |         |
| Géant majorquin  | Majorque (Espagne)      | Forme  |       |         |
| Géant piestanois | Slovaquie               | Forme  |       |         |
| Genuine Homer    | Royaume-Uni             | Forme  |       |         |
| Giant Homer      | États-Unis              | Forme  |       |         |
| Gier             | vallée du Gier (France) | Forme  |       |         |
| Grivuni polonais | Pologne                 | Vol    |       | [ 154 ] |

- Haut – A
- B
- C
- D
- E
- F
- G
- H
- I
- J
- K
- L
- M
- N
- O
- P
- Q
- R
- S
- T
- U
- V
- W
- X
- Y
- Z

### H
| Nom                                  | Origine                               | Groupe  | Image | Sources |
| ------------------------------------ | ------------------------------------- | ------- | ----- | ------- |
| Hagenaar                             | Pays-Bas                              | Vol     |       | [ 155 ] |
| Haut-volant belge                    | Belgique                              | Vol     |       | [ 156 ] |
| Haut-volant cumulet                  | nord de la France Wallonie (Belgique) | Vol     |       | [ 148 ] |
| Haut-volant d'Arad                   | Roumanie                              | Vol     |       | [ 157 ] |
| Haut-volant de Bavière               | Basse Bavière (Allemagne)             | Vol     |       | [ 158 ] |
| Haut-volant de Bratislava            | Bratislava (Slovaquie)                | Vol     |       | [ 159 ] |
| Haut-volant de Bucarest              | Bucarest (Roumanie)                   | Vol     |       | [ 160 ] |
| Haut-volant de Budapest              | Budapest (Hongrie)                    | Vol     |       | [ 161 ] |
| Haut-volant de Craiova               | Craiova (Roumanie)                    | Vol     |       | [ 162 ] |
| Haut-volant de Dantzig               | Prusse-Orientale                      | Vol     |       | [ 163 ] |
| Haut-volant de Kosice                | Slovaquie                             | Vol     |       | [ 164 ] |
| Haut-volant de Krioukiv              | Ukraine                               | Vol     |       | [ 58 ]  |
| Haut-volant de Mako                  | Hongrie                               | Vol     |       | [ 165 ] |
| Haut-volant de Memel                 | Memel (Allemagne)                     | Vol     |       | [ 166 ] |
| Haut-Volant de Nikolaïev             | Ukraine                               | Vol     |       | [ 58 ]  |
| Haut-volant de Nis                   | Serbie                                | Vol     |       | [ 167 ] |
| Haut-volant de Poméranie à œillères  | Poméranie (Allemagne)                 | Vol     |       | [ 168 ] |
| Haut-volant de Stralsund             | Allemagne                             | Vol     |       | [ 169 ] |
| Haut-volant de Szeged                | Hongrie                               | Vol     |       | [ 170 ] |
| Haut-volant de Travnik               | Travnik (Bosnie-Herzégovine)          | Vol     |       | [ 171 ] |
| Haut-volant de Vienne                | Vienne (Autriche)                     | Vol     |       |         |
| Haut-volant français                 | France                                | Vol     |       | [ 172 ] |
| Haut-volant Grivuni                  | Russie                                | Vol     |       | [ 173 ] |
| Haut-volant hongrois cigogne foncé   | Hongrie                               | Vol     |       | [ 174 ] |
| Haut-volant néerlandais              | Pays-Bas                              | Vol     |       | [ 175 ] |
| Haut-volant polonais à bouclier doré | Pologne                               | Vol     |       | [ 176 ] |
| Haut-volant rouge de Târgoviste      | Roumanie                              | Vol     |       | [ 177 ] |
| Haut-volant roumain barré            | Roumanie                              | Vol     |       | [ 178 ] |
| Haut-volant roumain Orbetean         | Roumanie                              | Vol     |       | [ 179 ] |
| Haut-volant roumain Visiniu          | Roumanie                              | Vol     |       | [ 180 ] |
| Haut-volant serbe                    | Belgrade (Serbie)                     | Vol     |       | [ 181 ] |
| Haut-volant slovaque                 | Slovaquie                             | Vol     |       | [ 182 ] |
| Haut-volant viennois ancien          | Vienne (Autriche)                     | Vol     |       | [ 183 ] |
| Heurté d'Allemagne du sud            |                                       | Couleur |       |         |
| Heurté de Saxe                       | Saxe (Allemagne)                      | Couleur |       |         |
| Heurté de Thuringe                   | Thuringe (Allemagne)                  | Couleur |       |         |
| Hirondelle de Nuremberg              | Bavière (Allemagne)                   | Couleur |       |         |
| Hirondelle de Saxe                   | Saxe (Allemagne)                      | Couleur |       |         |
| Hirondelle de Thuringe               | Thuringe (Allemagne)                  | Couleur |       |         |
| Huppé de Soultz                      | Alsace (France)                       | Forme   |       |         |
| Huppé picard                         | Picardie (France)                     | Forme   |       |         |
| Hyacinthe                            |                                       | Forme   |       |         |

- Haut – A
- B
- C
- D
- E
- F
- G
- H
- I
- J
- K
- L
- M
- N
- O
- P
- Q
- R
- S
- T
- U
- V
- W
- X
- Y
- Z

### I
| Nom                  | Origine | Groupe    | Image | Sources |
| -------------------- | ------- | --------- | ----- | ------- |
| Indien type allemand |         | Caronculé |       |         |

### J
| Nom            | Origine          | Groupe  | Image | Sources |
| -------------- | ---------------- | ------- | ----- | ------- |
| Jridi (Thraya) | Tozeur (Tunisie) | Tambour |       |         |

- Haut – A
- B
- C
- D
- E
- F
- G
- H
- I
- J
- K
- L
- M
- N
- O
- P
- Q
- R
- S
- T
- U
- V
- W
- X
- Y
- Z

### K
| Nom                 | Origine                 | Groupe | Image | Sources |
| ------------------- | ----------------------- | ------ | ----- | ------- |
| Kanik               | Prácheňsko (Tchéquie)   | Forme  |       | [ 184 ] |
| Karakand            | Moyen-Orient            | Vol    |       | [ 185 ] |
| King                | New Jersey (États-Unis) | Poule  |       | [ 186 ] |
| Krymka de Bialystok | Bialystok (Pologne)     | Vol    |       | [ 187 ] |
| Krymka polonais     | Pologne                 | Vol    |       | [ 188 ] |

- Haut – A
- B
- C
- D
- E
- F
- G
- H
- I
- J
- K
- L
- M
- N
- O
- P
- Q
- R
- S
- T
- U
- V
- W
- X
- Y
- Z

### L
| Nom                                 | Origine           | Groupe  | Image | Sources |
| ----------------------------------- | ----------------- | ------- | ----- | ------- |
| Lacène                              |                   | Couleur |       |         |
| Lahore                              | Lahore (Pakistan) | Forme   |       |         |
| Libanais                            |                   | Forme   |       |         |
| Lucernois à col cuivré              | Lucerne (Suisse)  | Couleur |       |         |
| Lucernois à col doré                | Lucerne (Suisse)  | Couleur |       |         |
| Lucernois à queue blanche           | Lucerne (Suisse)  | Couleur |       |         |
| Lucernois à tête criblée            | Lucerne (Suisse)  | Couleur |       | [ 189 ] |
| Lucernois unicolore                 | Lucerne (Suisse)  | Couleur |       |         |
| Luciole de Kiev (Culbutant de Kiev) | Kiev (Ukraine)    | Vol     |       | ,       |
| Lynx                                | Galicie (Pologne) | Forme   |       |         |

- Haut – A
- B
- C
- D
- E
- F
- G
- H
- I
- J
- K
- L
- M
- N
- O
- P
- Q
- R
- S
- T
- U
- V
- W
- X
- Y
- Z

### M
| Nom                                      | Origine                       | Groupe  | Image | Sources |
| ---------------------------------------- | ----------------------------- | ------- | ----- | ------- |
| Manotte d'Artois                         | Artois (France)               | Forme   |       |         |
| Mariola                                  | Portugal                      | Forme   |       |         |
| Mariolinha                               | Portugal                      | Forme   |       |         |
| Martham                                  |                               | Forme   |       |         |
| Masciuch                                 | Pologne                       | Vol     |       | [ 191 ] |
| Messager de Bassorah                     |                               | Forme   |       |         |
| Modène (Modena)                          | Italie                        | Poule   |       |         |
| Modène allemand                          | Allemagne                     | Poule   |       |         |
| Moine d'Allemagne du sud à pattes lisses | Allemagne                     | Couleur |       |         |
| Moine d'Allemagne du sud pattu           | Allemagne                     | Couleur |       |         |
| Moine de Saxe                            | Allemagne                     | Couleur |       |         |
| Moine de Thuringe                        | Thuringe (Allemagne)          | Couleur |       |         |
| Moine thurgovien                         | Thurgovie (Suisse)            | Couleur |       |         |
| Mondain                                  | France                        | Forme   |       |         |
| Montauban                                | Vallée de la Garonne (France) | Forme   |       |         |
| Mookee                                   | Inde                          | Vol     |       | [ 192 ] |
| Mulhousien (pigeon d'utilité Mulhousien) | Haut-Rhin (France)            | Forme   |       | [ 193 ] |

- Haut – A
- B
- C
- D
- E
- F
- G
- H
- I
- J
- K
- L
- M
- N
- O
- P
- Q
- R
- S
- T
- U
- V
- W
- X
- Y
- Z

### N
| Nom                                              | Origine              | Groupe    | Image | Sources |
| ------------------------------------------------ | -------------------- | --------- | ----- | ------- |
| Nègre à crinière (Tête de Maure de Schmalkalden) | Thuringe (Allemagne) | Structure |       |         |
| Nonnain Limbourgeois                             |                      | Structure |       |         |
| Nonne allemande                                  | Allemagne            | Vol       |       | [ 194 ] |
| Nonne anglaise                                   | Royaume-Uni          | Vol       |       | [ 195 ] |

- Haut – A
- B
- C
- D
- E
- F
- G
- H
- I
- J
- K
- L
- M
- N
- O
- P
- Q
- R
- S
- T
- U
- V
- W
- X
- Y
- Z

### O
| Nom              | Origine | Groupe    | Image | Sources |
| ---------------- | ------- | --------- | ----- | ------- |
| Œil-de-fraise    | Espagne | Caronculé |       |         |
| Orlik de Vilnius | Pologne | Vol       |       | [ 196 ] |
| Orlik polonais   | Pologne | Vol       |       | [ 197 ] |

- Haut – A
- B
- C
- D
- E
- F
- G
- H
- I
- J
- K
- L
- M
- N
- O
- P
- Q
- R
- S
- T
- U
- V
- W
- X
- Y
- Z

### P
| Nom                                   | Origine                        | Groupe    | Image | Sources |
| ------------------------------------- | ------------------------------ | --------- | ----- | ------- |
| Papillon de Varsovie                  | Pologne                        | Vol       |       | [ 198 ] |
| Papilloté de Bohême                   | République tchèque             | Couleur   |       |         |
| Papilloté de Bohême à pattes lisses   | République tchèque             | Couleur   |       |         |
| Piacentino                            | Province de Plaisance (Italie) | Forme     |       |         |
| Pie anglais                           | Royaume-Uni                    | Vol       |       | [ 199 ] |
| Pie de Cracovie                       | Pologne                        | Vol       |       | [ 200 ] |
| Pie des Marches                       | Allemagne                      | Vol       |       | [ 201 ] |
| Pie hongrois                          | Hongrie                        | Vol       |       | [ 202 ] |
| Pie polonais à bec court              | Hongrie                        | Vol       |       | [ 203 ] |
| Pigeon à bavette blanche de Thuringe  | Thuringe (Allemagne)           | Couleur   |       |         |
| Pigeon à bavette d'Allemagne du sud   | Allemagne                      | Couleur   |       |         |
| Pigeon à calotte blanche de Thuringe  | Thuringe (Allemagne)           | Couleur   |       |         |
| Pigeon à calotte français             | France                         | Vol       |       | [ 204 ] |
| Pigeon caronculé d'Ostrowiec          | Pologne                        | Caronculé |       |         |
| Pigeon caronculé polonais             | Pologne                        | Caronculé |       |         |
| Pigeon de beauté allemand             | Allemagne                      | Forme     |       |         |
| Pigeon de Benesov                     | République tchèque             | Forme     |       |         |
| Pigeon de Bohême                      | Allemagne                      | Couleur   |       |         |
| Pigeon de Bohême à ailes colorées     |                                | Couleur   |       |         |
| Pigeon de Buga                        |                                | Forme     |       |         |
| Pigeon de couleur d'Echterding        |                                | Couleur   |       |         |
| Pigeon de la Sarre                    |                                | Forme     |       |         |
| Pigeon de Mittelhausen                |                                | Forme     |       |         |
| Pigeon de Nis                         | Serbie                         | Vol       |       | [ 205 ] |
| Pigeon de Saxe à ailes colorées       | Saxe (Allemagne)               | Couleur   |       |         |
| Pigeon de Saxe à poitrine colorée     | Saxe (Allemagne)               | Couleur   |       |         |
| Pigeon de Saxe pie                    | Saxe (Allemagne)               | Couleur   |       |         |
| Pigeon de Thuringe à ailes colorées   | Thuringe (Allemagne)           | Couleur   |       |         |
| Pigeon de Thuringe à poitrine colorée | Thuringe (Allemagne)           | Couleur   |       |         |
| Pigeon de vol catalan                 | Catalogne (Espagne)            | Vol       |       | [ 206 ] |
| Pigeon dominicain de Franconie        |                                | Couleur   |       |         |
| Pigeon espagnol                       | Allemagne                      | Forme     |       |         |
| Pigeon Fischer autrichien             | Autriche                       | Couleur   |       |         |
| Pigeon lune de Saxe                   | Saxe (Allemagne)               | Couleur   |       |         |
| Pigeon lune de Thuringe               | Thuringe (Allemagne)           | Couleur   |       |         |
| Pigeon lustré                         |                                | Couleur   |       |         |
| Pigeon Musafer                        | Afghanistan                    | Forme     |       |         |
| Pigeon scarabée de Thuringe           | Thuringe (Allemagne)           | Couleur   |       |         |
| Pigeon suisse unicolore               | Suisse                         | Couleur   |       |         |
| Postier                               | Suisse                         | Couleur   |       |         |
| Poule de Vukovar                      | Vukovar (Croatie)              | Poule     |       |         |
| Poule florentin                       | Italie                         | Poule     |       | [ 207 ] |
| Poule hongrois                        | Linz (Autriche)                | Poule     |       | [ 207 ] |
| Poule maltais                         | Autriche                       | Poule     |       |         |
| Prêtre de Saxe                        | Saxe (Allemagne)               | Couleur   |       |         |

- Haut – A
- B
- C
- D
- E
- F
- G
- H
- I
- J
- K
- L
- M
- N
- O
- P
- Q
- R
- S
- T
- U
- V
- W
- X
- Y
- Z

### Q
| Nom                              | Origine              | Groupe    | Image | Sources |
| -------------------------------- | -------------------- | --------- | ----- | ------- |
| Queue blanche autrichien         | Autriche             | Couleur   |       |         |
| Queue blanche d'Allemagne du sud | Allemagne            | Couleur   |       |         |
| Queue blanche de Munténie        | Munténie (Roumanie)  | Vol       |       | [ 208 ] |
| Queue blanche de Saxe            | Saxe (Allemagne)     | Couleur   |       |         |
| Queue blanche de Thuringe        | Thuringe (Allemagne) | Couleur   |       |         |
| Queue colorée de Wiggertal       | Suisse               | Couleur   |       |         |
| Queue de Paon                    | Europe               | Structure |       |         |
| Queue de Paon Anglais            | Royaume-Uni          | Structure |       |         |
| Queue de Paon Hongrois           | Hongrie              | Structure |       |         |
| Queue de Paon Indien             | Inde                 | Structure |       |         |

- Haut – A
- B
- C
- D
- E
- F
- G
- H
- I
- J
- K
- L
- M
- N
- O
- P
- Q
- R
- S
- T
- U
- V
- W
- X
- Y
- Z

### R
| Nom                              | Origine                        | Groupe | Image | Sources |
| -------------------------------- | ------------------------------ | ------ | ----- | ------- |
| Refilador                        | Catalogne (Espagne)            | Vol    |       | [ 209 ] |
| Renaisien                        | Renaix (Belgique)              | Forme  |       |         |
| Revellois                        | Revelles (France)              | Forme  |       |         |
| Ringslager belge                 | Belgique                       | Vol    |       | [ 210 ] |
| Ringslager d'Anatolie            | Anatolie (Turquie)             | Vol    |       | [ 211 ] |
| Ringslager du Rhin               | Allemagne                      | Vol    |       | [ 212 ] |
| Romagnol                         | Italie                         | Forme  |       |         |
| Romain                           | France                         | Forme  |       |         |
| Roubaisien                       | Nord (France)                  | Forme  |       | [ 213 ] |
| Rouleur bulgare à bouclier blanc | Bulgarie                       | Vol    |       | [ 214 ] |
| Rouleur Chacal                   | Balkans (Turquie)              | Vol    |       | [ 215 ] |
| Rouleur d'Irlande                | Irlande                        | Vol    |       | [ 216 ] |
| Rouleur de Bihać                 | Bihać (Bosnie-Herzégovine)     | Vol    |       | [ 217 ] |
| Rouleur de Bijeljina             | Bijeljina (Bosnie-Herzégovine) | Vol    |       | [ 218 ] |
| Rouleur de Birmingham            | Birmingham (Angleterre)        | Vol    |       | [ 219 ] |
| Rouleur de Burgas                | Bulgarie                       | Vol    |       | [ 220 ] |
| Rouleur de Cluj                  | Roumanie                       | Vol    |       | [ 221 ] |
| Rouleur de Debrecen              | Debrecen (Hongrie)             | Vol    |       | [ 222 ] |
| Rouleur de Galati                | Județ de Galați (Roumanie)     | Vol    |       | [ 223 ] |
| Rouleur de Janja                 | Bosnie-Herzégovine             | Vol    |       | [ 224 ] |
| Rouleur de Kosice                | Slovaquie                      | Vol    |       | [ 225 ] |
| Rouleur de Krusevac              | Serbie                         | Vol    |       |         |
| Rouleur de Lugoj                 | Roumanie                       | Vol    |       | [ 226 ] |
| Rouleur de Pazardjik             | Bulgarie                       | Vol    |       | [ 227 ] |
| Rouleur de Pernik                | Bulgarie                       | Vol    |       | [ 228 ] |
| Rouleur de Perse                 | Asie mineure                   | Vol    |       | [ 229 ] |
| Rouleur de Rakovnik              | Tchéquie                       | Vol    |       | [ 230 ] |
| Rouleur de Razgrad               | Bulgarie                       | Vol    |       | [ 231 ] |
| Rouleur de Sarajevo              | Sarajevo (Bosnie-Herzégovine)  | Vol    |       | [ 232 ] |
| Rouleur de Sisak                 | Sisak (Croatie)                | Vol    |       | [ 233 ] |
| Rouleur de Slovaquie orientale   | Slovaquie                      | Vol    |       | [ 234 ] |
| Rouleur de Zadar                 | Croatie                        | Vol    |       |         |
| Rouleur de Zenica                | Bosnie-Herzégovine             | Vol    |       | [ 235 ] |
| Rouleur oriental                 | Allemagne                      | Vol    |       | [ 236 ] |

- Haut – A
- B
- C
- D
- E
- F
- G
- H
- I
- J
- K
- L
- M
- N
- O
- P
- Q
- R
- S
- T
- U
- V
- W
- X
- Y
- Z

### S
| Nom                   | Origine                      | Groupe    | Image | Sources |
| --------------------- | ---------------------------- | --------- | ----- | ------- |
| Satin                 |                              | Couleur   |       |         |
| Seldjoukide           | Turquie                      | Structure |       |         |
| Sherazie              | Iran                         | Vol       |       | [ 237 ] |
| Show Antwerp          |                              | Forme     |       |         |
| Show Homer            |                              | Forme     |       |         |
| Show Racer américain  | États-Unis                   | Forme     |       |         |
| Show Tippler          | Royaume-Uni                  | Vol       |       | [ 238 ] |
| Show Tippler allemand | Allemagne                    | Vol       |       | [ 239 ] |
| Slenke de Groningue   | Groningue (Pays-Bas)         | Vol       |       | [ 240 ] |
| Slenke de Gueldre     | Gueldre (Pays-Bas)           | Vol       |       | [ 241 ] |
| Smerle anversois      | Anvers (Belgique)            | Cravaté   |       |         |
| Smerle des Flandres   | Belgique                     | Cravaté   |       |         |
| Smijter               |                              | Forme     |       |         |
| Sottobanca français   |                              | Forme     |       |         |
| Sottobanca italien    | Italie                       | Forme     |       |         |
| Speelderke            | Belgique                     | Vol       |       | [ 242 ] |
| Strasser              |                              | Forme     |       |         |
| Strasser de Moravie   | Moravie (République tchèque) | Forme     |       |         |
| Swift égyptien        | Égypte                       | Forme     |       |         |
| Swift syrien          |                              | Forme     |       |         |

- Haut – A
- B
- C
- D
- E
- F
- G
- H
- I
- J
- K
- L
- M
- N
- O
- P
- Q
- R
- S
- T
- U
- V
- W
- X
- Y
- Z

### T
| Nom                                              | Origine                         | Groupe      | Image | Sources |
| ------------------------------------------------ | ------------------------------- | ----------- | ----- | ------- |
| Tambour allemand à coquille et visière           | Allemagne                       | Tambour     |       |         |
| Tambour allemand à queue fourchue                | Allemagne                       | Tambour     |       |         |
| Tambour allemand à simple visière                | Allemagne                       | Tambour     |       |         |
| Tambour anglais                                  | États-Unis                      | Tambour     |       |         |
| Tambour d'Altenbourg                             | Altenbourg (Allemagne)          | Tambour     |       |         |
| Tambour d'Arabie                                 | Arabie                          | Tambour     |       |         |
| Tambour de Bernbourg                             |                                 | Tambour     |       |         |
| Tambour de Bohême                                | République tchèque              | Tambour     |       |         |
| Tambour de Boukharie                             | Boukharie (Russie, Ouzbékistan) | Tambour     |       |         |
| Tambour de Dresde                                | Dresde (Allemagne)              | Tambour     |       |         |
| Tambour de Franconie                             | Allemagne                       | Tambour     |       |         |
| Tambour de Harzbourg                             | Allemagne                       | Tambour     |       |         |
| Tambour de Schmölln                              | Allemagne                       | Tambour     |       |         |
| Tambour de Vogtland                              | Vogtland (Allemagne)            | Tambour     |       |         |
| Tête blanche de Gumbinnen                        | Prusse (Allemagne)              | Vol         |       | [ 243 ] |
| Tête blanche de Slovénie                         |                                 | Forme       |       |         |
| Tête blanche de Thuringe                         | Thuringe (Allemagne)            | Couleur     |       |         |
| Tête blanche d'Elbing                            | Allemagne                       | Vol         |       | [ 244 ] |
| Tête colorée de Brive                            | Corrèze (France)                | Forme       |       |         |
| Tête colorée de Haskovo                          | Bulgarie                        | Vol         |       | [ 245 ] |
| Tête colorée de Poznań                           | Poznań (Pologne)                | Vol         |       | [ 246 ] |
| Tête colorée de Silésie                          |                                 | Forme       |       |         |
| Tête criblée d'Allemagne du sud                  | Allemagne                       | Couleur     |       |         |
| Tête de maure allemand ancien                    | Allemagne                       | Couleur     |       |         |
| Tête de maure d'Allemagne du sud                 | Allemagne                       | Couleur     |       |         |
| Tête de Maure de Schmalkalden (Nègre à crinière) | Thuringe (Allemagne)            | Structure   |       |         |
| Tête de maure de Silésie                         |                                 | Couleur     |       |         |
| Tête de maure de Wurtemberg                      |                                 | Couleur     |       |         |
| Texan                                            | Texas (États-Unis)              | Forme Chair |       | [ 247 ] |
| Thurgovien à queue blanche                       |                                 | Couleur     |       |         |
| Thurgovien couleur farine                        |                                 | Couleur     |       |         |
| Tigré de Hambourg                                | Hambourg (Allemagne)            | Vol         |       | [ 248 ] |
| Trembleur de Kazan                               | Kazan (Russie)                  | Vol         |       | [ 249 ] |
| Trembleur de Stargard                            | Poméranie (Allemagne)           | Vol         |       | [ 250 ] |
| Triganino de Modène                              | Province de Modène (Italie)     | Poule       |       |         |
| Tschilbolii de Russé                             | Bulgarie                        | Vol         |       | [ 251 ] |

- Haut – A
- B
- C
- D
- E
- F
- G
- H
- I
- J
- K
- L
- M
- N
- O
- P
- Q
- R
- S
- T
- U
- V
- W
- X
- Y
- Z

### U
| Nom                   | Origine              | Groupe  | Image | Sources |
| --------------------- | -------------------- | ------- | ----- | ------- |
| Unicolore de Thuringe | Thuringe (Allemagne) | Couleur |       |         |

- Haut – A
- B
- C
- D
- E
- F
- G
- H
- I
- J
- K
- L
- M
- N
- O
- P
- Q
- R
- S
- T
- U
- V
- W
- X
- Y
- Z

### V
| Nom                            | Origine           | Groupe | Image | Sources |
| ------------------------------ | ----------------- | ------ | ----- | ------- |
| Vanneau de Budapest            | Hongrie           | Vol    |       | [ 252 ] |
| Viennois à épaulettes          | Vienne (Autriche) | Vol    |       | [ 253 ] |
| Voyageur liégeois              |                   | Forme  |       |         |
| Voyageur belge d'exposition    | Belgique          | Forme  |       |         |
| Voyageur de beauté néerlandais | Pays-Bas          | Forme  |       | [ 254 ] |
| Voyageur de beauté polonais    |                   | Forme  |       |         |
| Voyageur de beauté roumain     | Roumanie          | Forme  |       |         |
| Voyageur hongrois              |                   | Forme  |       |         |
| Voyageur Magana                |                   | Forme  |       |         |

- Haut – A
- B
- C
- D
- E
- F
- G
- H
- I
- J
- K
- L
- M
- N
- O
- P
- Q
- R
- S
- T
- U
- V
- W
- X
- Y
- Z

### Z
| Nom                       | Origine | Groupe  | Image | Sources |
| ------------------------- | ------- | ------- | ----- | ------- |
| Zurichois à queue blanche | Suisse  | Couleur |       |         |